# Night Beat
Albums de Sam Cooke
Mr. Soul
(1963) Live at the Harlem Club, 1963
(1963)
Night Beat est le 13e album de Sam Cooke, le 7e commercialisé par RCA. Se démarquant peu des LPs le précédant sur le fond, sa forme en fait une œuvre particulière dans la discographie du père spirituel de la soul. 
En effet, pour la première fois Cooke se décida, durant les sessions d'enregistrement, à mettre sa voix en avant ; ainsi ne subsiste dans la majorité des titres qu'une faible batterie qu'accompagne toujours une discrète contrebasse. Acclamé par la critique à sa sortie, le disque permit surtout de rappeler l'exceptionnelle voix de Sam Cooke, voix qu'il mettra aisément en valeur sur le LP live qui suivra celui-ci.
En 2011, l'album est intronisé au Blues Hall of Fame de la Blues Foundation dans la catégorie « Enregistrements classiques du Blues ». Le jeune Billy Preston, qui n'avait que 16 ans à l'époque, joue l'orgue sur cet album et il s'agit de son troisième enregistrement, les 2 précédents étant avec James Cleveland et Jerry Cole. 

## Liste des chansons
1. Nobody Knows the Trouble I've Seen (traditionnel) – 3:26
2. Lost and Lookin' (Alexander, Jordan) – 2:14
3. Mean Old World (Cooke, traditionnel) – 3:49
4. Please Don't Drive Me Away (Brown, Ervin) – 2:15
5. I Lost Everything (Tate) – 3:26
6. Get Yourself Another Fool (Haywood, Tucker) – 4:08
7. Little Red Rooster (Burnett, Dixon) – 2:53
8. Laughin' and Clownin' (Cooke) – 3:39
9. Trouble Blues (Brown) – 3:24
10. You Gotta Move (Cooke) – 2:40
11. Fool's Paradise (Cordle, Fuller, Geddins) – 2:35
12. Shake, Rattle and Roll (Calhoun) – 3:16

## Personnel
- Sam Cooke – chant
- Rene Hall – guitare, direction de l'orchestre
- Clifton White – guitare
- Barney Kessel – guitare
- Cliff Hils – basse
- Ray Johnson – piano
- Billy Preston – orgue
- Sharky Hall – batterie, tambourin
- Hal Blaine – batterie